# In Rainbows
In Rainbows — седьмой студийный альбом британской альтернативной рок-группы Radiohead, впервые выпущен музыкантами 10 октября 2007 года в интернете в форме цифрового релиза для скачивания (без поддержки лейбла). Релиз на СD был выпущен 31 декабря 2007 года лейблом XL. In Rainbows стал первым альбомом группы после окончания контракта с EMI. 
In Rainbows записывался в Лондоне, Сомерсете, Уилтшире и Оксфордшире совместно с продюсерами Марком Стентом и Найджелом Годричем. Radiohead работали над этим альбомом более двух лет (с начала 2005 года). Между записями группа гастролировала по Европе и Северной Америке в течение трёх месяцев в середине 2006 года. Композиции с In Rainbows имеют намного более личностный характер, чем песни с других альбомов группы. В этом альбоме, «радио-головы» объединили различные музыкальные стили и инструменты, используя не только электронную музыку и струнную аранжировку, но и фортепиано, челесту, волны Мартено и различные виды перкуссии.
In Rainbows был презентован на сайте Radiohead как альбом, за который при скачивании слушатели могли заплатить любую цену, которую они посчитают нужной. После розничной продажи дисков In Rainbows возглавил UK Album Chart и U.S. Billboard 200. К октябрю 2008 года по всему миру было продано более трёх с половиной миллионов копий альбома (в обоих форматах). In Rainbows получил одобрения критиков и был провозглашён одним из лучших альбомов 2007 года. В 2009 году пластинка получила две награды «Грэмми в номинациях: Лучший альтернативный альбом» и «Best Special Limited Edition Package».

## История записи
После окончания тура в поддержку предыдущего альбома группы, Radiohead ушли на перерыв. Так как Hail to the Thief был шестым и последним альбомом выпущенным под лейблом EMI, группа не имела договорного обязательства, которое позволило бы им выпустить ещё один. Барабанщик группы Фил Селуэй говорил, что «это было определённо то время, чтобы сделать перерыв. Среди нас ещё было желание писать музыку вместе, но и было осознание того, что другие аспекты нашей жизни были в пренебрежении. И мы закончили наш контракт, который давал нам естественный взгляд назад, на то, чего мы достигли как группа». Певец и автор песен группы Том Йорк работал над своим первым сольным альбомом, а мульти-инструменталист Джонни Гринвуд записывал саундтреки к фильмам «Bodysong» и «Нефть» (англ. There Will Be Blood).
С середины февраля 2005 года, Radiohead начали работать над седьмым студийным альбомом, однако регулярная работа над записью началась лишь в августе. О продвижении процесса группа периодически сообщала в своем новом блоге. Запись продолжилась и в начале 2006 года, но проходила медленно, усугубленная продолжительной паузой в работе. В феврале, группа приняла решение поработать с новым продюсером, Марком Стентом, не разрывая контакт с прежним, Найджелом Годричем. Басист группы Колин Гринвуд прокомментировал это решение: «Найджел и группа знают друг друга так хорошо, что это стало слишком надежно».
Группа решила отправиться в тур, который по мнению её участников, «открыл бы ворота для новой работы». Комментируя подготовку к туру, Йорк говорил: «Все вдруг стали непринужденными, и не было ощущения, что ты находишься не в студии… Я снова почувствовал себя шестнадцатилетним». В мае и июне 2006 года, Radiohead дали концерты в наиболее важных городах Европы и Северной Америки, при этом приняв участие в нескольких фестивалях в августе. Во время тура группа впервые за несколько лет играла в не очень больших помещениях, таких как клубы и театры. Несмотря на это, Radiohead участвовали и в больших музыкальных фестивалях, таких как V Festival и Bonnaroo, на котором они сыграли свой самый длинный сет со времён своего основания, состоявший из 28 песен. В свои выступления группа включила и новые песни, таким образом фанаты уже имели возможность предполагать, какие из них будут на новом альбоме.

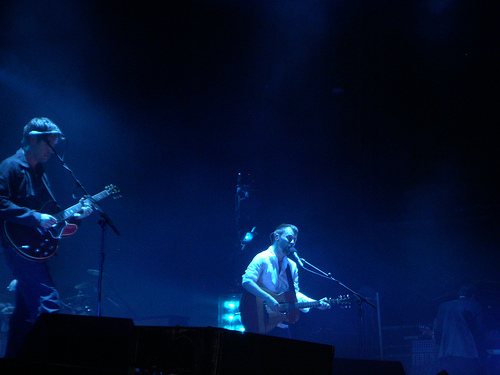
Radiohead выступают в Беркли (Калифорния) во время своего тура в 2006 году. Они также использовали этот тур для проверки песен, которые позже внесли в свой новый альбом.

После тура группа продолжила студийную работу вместе с Годричем в октябре 2006 в старом особняке в графстве Уилтшир. Запись, в отличие от застоя 2005 года, шла весьма продуктивно, здесь были записаны окончательные версии песен «Jigsaw Falling Into Place» (англ. Части пазла встают на свои места) и «Bodysnatchers» (англ. Похитители тел). Дальнейшие сессии продолжились в Таунтоне (графство Сомерсет), где были записаны «Videotape» и «Nude», в конце декабря 2006 года. В начале следующего года, первичные версии песен были показаны представителям рекорд-компаний. В середине января Radiohead возобновили работу в своей студии в Оксфорде, выставляя на «Dead Air Space» фотографии, тексты, видеозаписи и семплы к новому альбому. В конце апреля Йорк сообщил, что у группы уже есть диск с готовым материалом. В июне в блоге группы, Годрич оставил нарезку, содержащую фрагменты новых песен, среди которых обнаружились уже известные по выступлениям группы «Jigsaw Falling Into Place», «Down Is The New Up», «Bangers And Mash», «All I Need», «Faust Arp» и «Weird Fishes/Arpeggi». Radiohead завершили работу над альбомом в июне 2007 года.

## Музыкальное и лирическое содержание
В альбом вошло множество песен, впервые представленных публике во время тура группы в 2006 году («15 Step», «Bodysnatchers», «All I Need» и «Videotape»). «Arpeggi» и «Open Pick», также дебютировавшие в 2006-м, были включены в альбом, но с другими названиями: «Weird Fishes/Arpeggi» и «Jigsaw Falling Into Place» соответственно. Песня «Nude» (рус. Обнажённая фигура), игравшаяся на концертах в туре в поддержку альбома OK Computer вошла в In Rainbows, но с некоторыми изменениями. Композиция «Reckoner» (рус. Счетовод), исполнявшаяся на «лайвах» 2001 года, была полностью изменена (Йорк и Гринвуд мл. работали над дополнительным материалом к песне и в дальнейшем не стали использовать оригинал).
На открывающем треке альбома «15 Step» (англ. 15 шагов), группа заручилась помощью группы детей музыкальной школы «Matrix&Arts Centre» из Оксфорда. Колин Гринвуд и Найджел Годрич первоначально хотели записать партию хлопков для этой песни, но во время применения этой идеи поняли, что трек «недостаточно хорош» если на нём присутствует эта партия. «Bodysnatchers» Йорк описывал как похожую на то, как «Wolfmother и Neu! встречают хитроумный хиппи-рок». При записи «All I Need» (англ. Всё, что мне необходимо), Джонни хотел вернуть «белый шум», создаваемый группой, играющей в комнате очень громко, то есть, тот звук, который никогда нельзя услышать в студии. Он также хотел, что бы струнная секция песни играла каждую ноту шкалы покровной частоты. Йорк описал процесс записи песни «Videotape» (англ. Видеокассета) как «абсолютную агонию», заявив, что она (песня) «прошла через все возможные параметры». Однажды, Йорк покинул студию, чтобы вернувшись, обнаружить, что Найджел и Джонни разобрали её вплоть до версии «минимальной пианино-баллады».
Йорк считал, что лирика In Rainbows основывается на «безымянном страхе человека, который едет по дороге и думает: „Я могу сделать что-то ещё…“, она схожа с лирикой OK Computer , но намного более ужасающая». В другом интервью Йорк заявил, что этот альбом «о дурацкой панике, возникающей, когда ты осознаешь, что можешь в любой момент умереть! И что в любое время, когда ты куда-то направляешься, у тебя может случиться сердечный приступ». Эд О’Брайен так описывал тематику песен: «Они всеобъемлющие. Не о политике. О человеке».

## Оформление
Оформлением, как это повелось ещё с 1994 года, занялся Стэнли Донвуд. В этот раз, он экспериментировал с техникой фотогравюры, помещая снимки в кислотные ванны и получая самые различные результаты. Первоначально Донвуд планировал заниматься изучением пригородной жизни, но вскоре понял, что это не соответствует звучанию альбома, сказав: «это чувственная запись, и я хочу чего-то более органичного». Во время записи, Стэнли регулярно приносил то, что сделал, в студию, прося группу прокомментировать результат. Также он добавлял свои работы на сайт группы, хотя ни одна из них не была использована в конечном оформлении альбома.
Описывая обложку альбома, Донвуд сказал: «Она очень красочная, в конечном счёте я воспользовался цветом. Это радуга, но она ядовита, токсична, она похожа на те, что вы обычно видите в лужах». Группа решила не использовать обложку для цифрового релиза, попридержав её для физического носителя, который к тому же содержит буклет с текстами песен и другие различные работы Донвуда.

## Релиз
В связи с окончанием контракта группы с лейблом EMI, после записи Hail to the Thief — предыдущей пластинки группы, Radiohead записали In Rainbows не подписывая нового контракта. В 2005 году, Йорк в газете The Times рассказал об этом решении: «Мне нравятся люди в нашей звукозаписывающей компании, но наступает время, когда ты спрашиваешь себя, зачем она нам нужна. И ещё нам наверное доставит кое-какое извращенное удовольствие сказать: „Да пошли вы!“ этой загнивающей модели ведения бизнеса». В 2006 году New York Times описали Radiohead как «самую популярную (на то время) группу без профессионального контракта».
В августе 2007 года, когда Radiohead уже заканчивали работу над In Rainbows, лейблом EMI была приобретена частная инвестиционная компания «Terra Firma» за $ 6,4 млрд для совершения общественно-частной сделки по выкупу. Radiohead все ещё вели переговоры с EMI, но в связи с новым руководством «Terra Firma» никакого соглашения достигнуто не было. О’Брайен рассказывал: «Это было действительно грустно покидать всех этих людей (с которыми мы работали)…но Terra Firma ничего не понимают в музыкальной индустрии».
1 октября 2007 года, Джонни Гринвуд объявил выпуск седьмого альбома Radiohead в блоге группы «Dead Air Space» написав следующее: «Ну, новый альбом закончен, и он выходит через 10 дней…Мы назвали его „In Rainbows“». Сообщение также содержало ссылку на сайт «inrainbows.com», где пользователи могли сделать предзаказ на MP3-версию альбома за любую сумму, которую они сами хотели бы заплатить (включая функцию оплаты в £0 — знаковой модели «pay-what-you-want» для продажи музыки). Колин Гринвуд объяснил интернет-релиз альбома как способ избежать «регулируемых плей-листов» и «стеснённых форматов» на радио и телевидении, обеспечивая музыкой слушателей по всему Миру и избегая при этом различных утечек до официального релиза.

### Реакция
Функция «Pay-what-you-want» (англ. плати сколько хочешь) вызвала множество дебатов по всему миру по поводу будущего музыкальной индустрии. В авторитетном музыкальном журнале Mojo писали, что релиз расценивался как «революционный способ, по которому основные рок-группы могли продавать свою музыку», а реакция СМИ была «почти подавляюще положительной». В газете Time назвали это «самым важным релизом в новейшей истории музыкального бизнеса», а Джон Парелес из New York Times писал, что «для осаждённого музыкально-записного бизнеса Radiohead запустили в движение самый дерзкий эксперимент за последние годы». Фронтмен ирландской рок-группы U2 — Боно, похвалил Radiohead за «смелость и творчество», пытаясь при этом пересмотреть новые отношения со своей аудиторией.
Однако релиз также вызвал множество критики в свой адрес. Трент Резнор из Nine Inch Nails, который независимо выпустил свой шестой альбом в составе группы — Ghosts I–IV под лицензией Creative Commons, считал, что эта идея «не зайдёт слишком далеко», назвав её «приманкой, чтобы заставить вас заплатить MySpace Records и качеству его стриминга, с целью дальнейшего продвижения пластинок традиционным способом». Певица Лили Аллен назвала это решение «высокомерным», говоря: « У Radiohead есть миллионы фунтов. Это является странным посланием молодым группам, которые ещё ничего не выпускали. Вы же не выбираете то, как платить за яйца, правильно? Это не должно касаться музыки». Лиам Галлахер из Oasis, известный своими ''дерзкими'' публичными заявлениями, настаивал на том, что никогда не продал бы альбом Oasis бесплатно и что подобное могло б случиться «только через его труп». Журналист The Guardian Уилл Ходжкинсон в статье под названием «Спасибо, Radiohead, за то, что ещё больше усложняете жизнь новым проектам» (англ. Thanks, Radiohead, for making it ever harder for new acts to survive) писал следующее: «Подумайте о тысячах и тысячах групп и исполнителей, которым далеко до уровня богатства и славы Radiohead и которые в настоящее время не имеют никаких шансов, чтобы зарабатывать на жизнь своей музыкой». Ким Гордон из Sonic Youth, говорила The Guardian: «Этот релиз кажется социально ориентированным, но на самом деле он не удовлетворяет их музыкальных ''братьев'' и ''сестёр'', которые не продают такого количества записей как они (Radiohead). Это заставляет всех остальных выглядеть плохо только потому, что они не предлагают свою музыку как-нибудь по-другому». Менеджеры защищали релиз группы, обосновывая это как «решение Radiohead, а не индустрии», при этом сомневаясь в том, что «он будет работать для Radiohead таким образом когда-нибудь ещё». Группа больше не повторяла функцию «pay-what-you-want» для своих последующих релизов.

### Промо

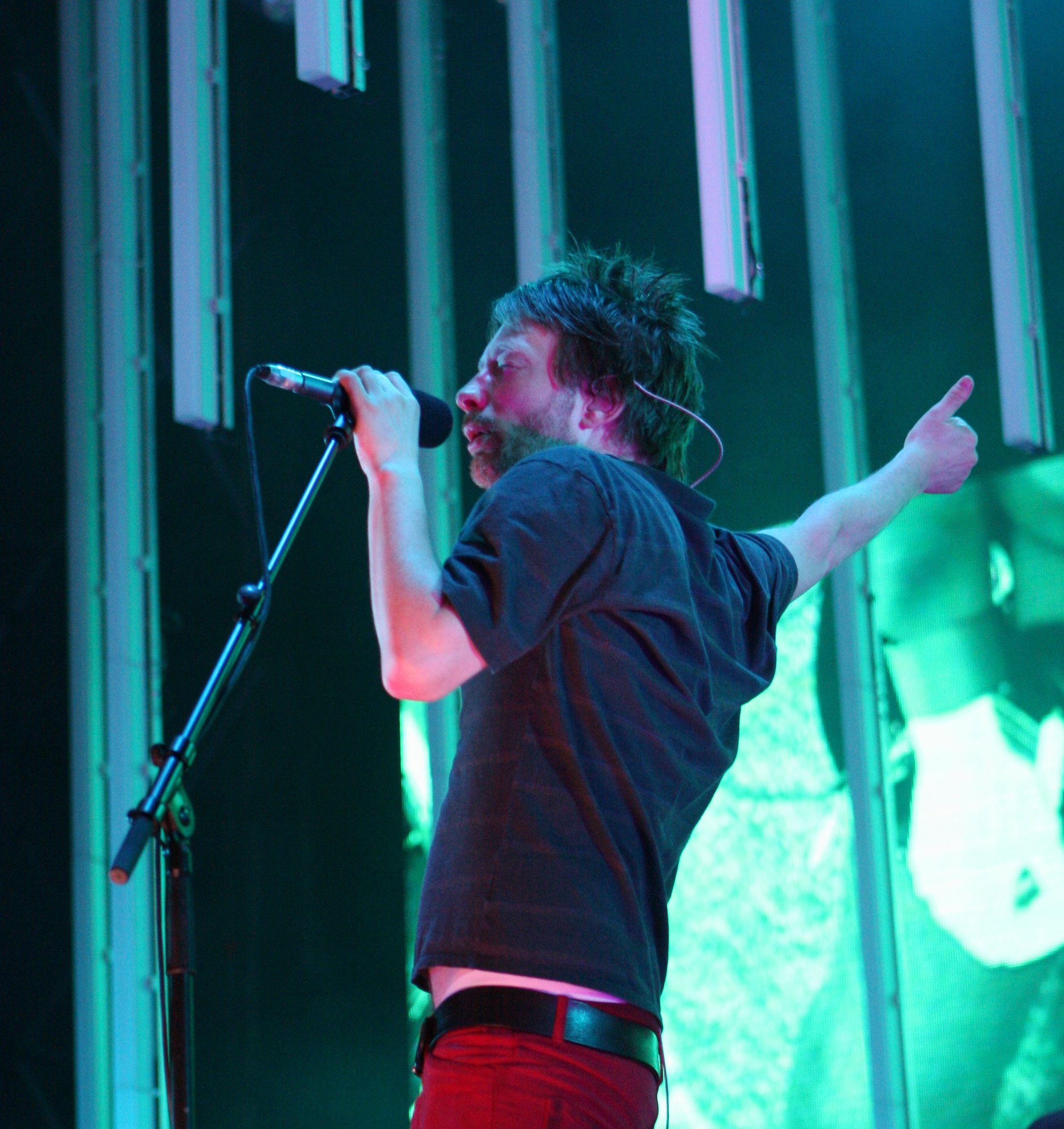
Том Йорк на фестивале «Daydream Festival» в Барселоне во время промотура в поддержку альбома. 2008 год.

В новогоднюю ночь 2007 года, по ТВ производилась высоко-качественная трансляция выступления группы, снятая в Оксфорде в их студии, которая также включала новые песни с In Rainbows и дополнительные кадры с его записи. В марте 2008 года, при поддержке самой группы, анимационный сайт «Aniboom» создали конкурс, в котором участники могли самостоятельно представить раскадровки для создания анимационного музыкального клипа для песни с альбома. Победитель (группа людей) получал 10,000 долларов и имел также право участвовать в создании полнометражного музыкального видеоклипа для группы. Radiohead награждали каждого полуфиналиста суммой в 1000 долларов, чтобы создать отдельные минуты для клипа, общая длина б которого составляла четыре минуты. Видеоклип был снят на песню «House of Cards» (рус. Карточный домик), в котором не были задействованы ни камеры, ни светогаммы; но, вместо этого, была использована технология 3D-свечения, собирающая информацию о формах и относительности расстояний отдельных объектов. Видео было создано полностью с визуализацией этих данных.
Radiohead гастролировали по Северной и Южной Америке, Европе и Японии в поддержку In Rainbows в период с мая 2008 года по март 2009-го.

### Коммерческая эффективность
В начале октября 2007 года, представитель Radiohead сообщил, что большинство слушателей заплатили «нормальную розничную цену» для загрузочной версии, и что большинство поклонников группы уже заказали «диск-бокс» издание альбома. Согласно источнику близкому к группе, «Gigwise.com» сообщили, что альбом было продано количеством в 1,2 миллиона цифровых копий до его розничного выпуска. В декабре того же года, Том Йорк заявил, что Radiohead заработали больше денег от цифровых продаж In Rainbows, чем от всех остальных цифровых продаж альбомов группы вместе взятых.

В октябре 2008 года, через год после выхода альбома, компания «Warner/Chapptell Music» сообщила, что хотя большинство людей ничего не заплатили за его загрузку, предварительные продажи In Rainbows были гораздо более прибыльными, чем общий объём продаж альбома Hail to the Thief в 2003 году, и что «диск-бокс» издание альбома было продано тиражом в 100 000 экземпляров. В 2009 году, журнал Wired сообщил, что Radiohead «мгновенно» сделали себе 3 миллиона фунтов от продажи альбома. Позже, в 2016 году, журналист Pitchfork Media Джереми Гордон, посвятил статью, в которой он раскрыл все стороны коммерческой фандом-деятельности группы начиная со времен выхода Pablo Honey в 1995 году. Описывая релиз In Rainbows, придя к одному из выводов он написал следующее: 
«Доказано, что Radiohead могут выпустить пластинку, используя самые скрытые термины, в основном за бесплатно, и при этом всё ещё оставаясь дико успешной группой, даже если доходы музыкальной индустрии продолжают падать. Они были в состоянии пойти на этот риск отчасти из-за фанатских сайтов и сообществ, которые обеспечили им „твердопородную“ поддержку»
Через неделю после розничного выпуска, In Rainbows достиг первой строчки в UK Albums Chart, с 45,000 копиями проданных дисков. После того, как некоторые музыкальные магазины отказались от уличных соглашений, альбом сумел войти в Billboard 200 заняв в нём лишь скромную 156-ю строчку, однако, в течение недели после официального релиза поднялся до первой строчки, разойдясь тиражом в 122,000 проданных копий в Соединённых Штатах. Это позволило альбому стать десятым по счёту независимо-выпущенным альбомом, занявшим первую строчку в Billboard 200. В октябре 2008 года, «Warner Chappell Music Publishing» сообщили, что альбом был продан тиражом в 3 миллиона копий (1,75 миллиона из которых, были продано в физическом формате) с момента его релиза на физических носителях. Виниловое издание In Rainbows стало самым продаваемым в 2008 году.

## Отзывы критиков
| Совокупная оценка    | Совокупная оценка |
| Источник             | Оценка            |
| -------------------- | ----------------- |
| Metacritic           | 88/100            |
| Оценки критиков      |                   |
| Источник             | Оценка            |
| AllMusic             | [ 46 ]            |
| Blender              | [ 47 ]            |
| Entertainment Weekly | A                 |
| The A.V. Club        | A-                |
| The Guardian         | [ 50 ]            |
| Rolling Stone        | [ 51 ]            |
| NME                  | [ 52 ]            |
| Pitchfork Media      | 9.3/10            |
| Роберт Кристгау      | [ 54 ]            |

In Rainbows получил широкое признание критиков. Альбом получил рейтинг в 88 баллов из 100 на Metacritic, основанный на сорока двух рецензиях. Роб Шеффилд из Rolling Stone в своей рецензии считал, что «в альбоме не было ни утраченных моментов, ни слабых треков — чистый Radiohead!». В рецензии от NME альбом описывали так: «Radiohead переподключили свои человеческие стороны, осознавая, что вы можете принять их поп-мелодии и соответствующие инструменты, в то время как они всё ещё звучат как параноидальные андроиды». Уилл Хэрмс из Entertainment Weekly назвал альбом «самой мягкой и симпатичной работой, которую Radiohead когда-либо делали», при этом также добавив, что в ней «используется полный музыкальный и эмоциональный спектры, которые вызывают в воображении потрясающий дух красоты». Энди Келлман из Allmusic, в положительном обзоре, писал: «надеюсь этот альбом мы будем помнить, прежде всего, как самый стимулирующий синтез доступных песен и абстрактных звуков Radiohead, чем как попытку снять с вас деньги функцией: „пожалуйста, укажите вашу цену для загрузки“». Роберт Кристгау, в рецензии для «MSN Music» дал альбому две звезды из трёх, отметив, что будучи, в большей мере, разработанным на концертах, альбом был более «джемовым и песенным», и менее «йорковым», что, по мнению американского публициста: «…и есть хорошо».
Обзор от Blender, который также имел в основном положительные характеристики альбома, критиковал его за «песни, которые построены вокруг любовной тематики голодающего человека, генерирующих всё межличностное тепло системы GPS». Журнал The Wire имел также весьма критичную рецензию, находя, что «весь смысл группы в этом альбоме мастерски топчется и уклоняется…от любой великой, риторической и контр-культурной цели».

### Награды и различные «best-of» списки
In Rainbows многими признается одним из лучших альбомов 2007 года. Он занял первое место по версии журналов Billboard, Mojo, PopMatters; NME и The A.V. Club поставили его на третью строчку в своих списках, Pitchfork и Q на четвёртую, а Rolling Stone и Spin на шестую, в списке лучших альбомов 2007 года. Альбом был также включен в списки лучших альбомов последнего десятилетия по версии нескольких публикаций: NME поставили его на 10-ю строчку, Paste на 45-ю, Rolling Stone на 30-ю, а The Guardian на 22-ю. В 2012 году, Rolling Stone дали альбому 336-ю строчку в списке «500 величайших альбомов всёх времен». In Rainbows так же заполучил себе место в книге «1001 Albums You Must Hear Before You Die».
Альбом был номинирован на несколько наград на 51-й церемонии «Грэмми» в категориях: «Альбом года», «Лучший альтернативный альбом», «Лучшая упаковка лимитированного/специального издания диска» (для Стэнли Донвуда) и «Продюсер Года» (для Найджела Годрича). Три номинации на «Грэмми» также получил видеоклип на песню «House of Cards» в номинациях: «Лучшее вокальное рок-исполнение дуэтом или группой», «Лучшая рок-песня» и «Лучшее музыкальное видео». In Rainbows получил две награды в номинациях: «Лучший альтернативный альбом» и «Лучшая упаковка лимитированного/специального издания диска».

## Список композиций
Слова и музыка всех песен — написаны группой Radiohead (Томом Йорком, Джонни Гринвудом, Колином Гринвудом, Эдвардом О'Брайеном и Филом Сэлуэем).
| №                   | Название                    | Длительность |
| ------------------- | --------------------------- | ------------ |
| 1.                  | «15 Step»                   | 3:58         |
| 2.                  | «Bodysnatchers»             | 4:02         |
| 3.                  | «Nude»                      | 4:15         |
| 4.                  | «Weird Fishes/Arpeggi»      | 5:18         |
| 5.                  | «All I Need»                | 3:49         |
| 6.                  | «Faust Arp»                 | 2:10         |
| 7.                  | «Reckoner»                  | 4:50         |
| 8.                  | «House of Cards»            | 5:28         |
| 9.                  | «Jigsaw Falling into Place» | 4:09         |
| 10.                 | «Videotape»                 | 4:40         |
| Общая длительность: | Общая длительность:         | 42:39        |

Бонус-диск
| №                   | Название             | Длительность |
| ------------------- | -------------------- | ------------ |
| 1.                  | «MK 1»               | 1:03         |
| 2.                  | «Down Is the New Up» | 4:59         |
| 3.                  | «Go Slowly»          | 3:48         |
| 4.                  | «MK 2»               | 0:53         |
| 5.                  | «Last Flowers»       | 4:26         |
| 6.                  | «Up on the Ladder»   | 4:17         |
| 7.                  | «Bangers+Mash»       | 3:19         |
| 8.                  | «4 Minute Warning»   | 4:04         |
| Общая длительность: | Общая длительность:  | 26:49        |

## Участники записи
Radiohead
- Колин Гринвуд
- Джонни Гринвуд
- Эд О’Брайен
- Фил Сэлуей
- Том Йорк (также подписанный как «Dr.Thock» для художественного оформления альбома)

Дополнительные участники
- Стэнли Донвуд — создание обложки и оформление буклетов
- Найджел Годрич — продюсирование, миксование, инжиниринг
- Дэн Грек Маргерэт — инжиниринг
- Боб Людвиг — мастеринг
- Детский хор музыкальной школы «Matrix Music School» — запись песни «15 Step»
- The Millennia Ensemble — струнные инструменты (к трекам под номером: 3, 5, 6, 7 и 9)
- Хьюго Николсон — инжиниринг
- Грэйм Стюарт — препродукция
- Ричард Вудкрафт — инжиниринг

## Чарты
| Чарты                                | Высшая позиция |
| ------------------------------------ | -------------- |
| Australian ARIA Albums Chart         | 2              |
| Austrian Albums Chart                | 12             |
| Belgian Album Charts (Flanders)      | 2              |
| Belgian Album Charts (Wallonia)[109] | 7              |
| Canadian Albums Chart                | 1              |
| Danish Album Charts                  | 7              |
| Dutch Album Charts                   | 7              |
| Finnish Album Chart                  | 2              |
| French Albums Chart                  | 1              |
| Germany Albums Chart                 | 8              |
| Irish Albums Chart                   | 1              |
| Italian Albums Chart                 | 7              |
| Japan Oricon Albums Chart            | 11             |
| Mexican Albums Chart                 | 50             |
| New Zealand RIANZ Albums Chart       | 2              |
| Norwegian Albums Chart               | 6              |
| Polish Albums Chart                  | 7              |
| Spanish Albums Chart                 | 19             |
| Swedish Album Chart                  | 6              |
| Swiss Albums Chart                   | 2              |
| UK Albums Chart                      | 1              |
| US Billboard 200                     | 1              |